# Малков, Сергей Юрьевич
Сергей Юрьевич Малков (род. 8 августа 1955 года) — российский математик, специалист по математическому моделированию динамики социальных, экономических и технических систем, а также клиодинамике. Доктор технических наук, профессор факультета глобальных процессов МГУ, профессор кафедры прикладной математики Российского государственного социального университета (РГСУ), ведущий научный сотрудник Института экономики РАН. Отец Артемия Сергеевича Малкова.

## Биография
В 1978 году окончил факультет молекулярной и химической физики МФТИ.
Действительный член Академии военных наук, руководитель научного направления Центра проблем стратегических ядерных сил Академии военных наук.
Автор более 200 научных трудов, включая монографии Моделирование социально-политической и экономической динамики (М.: РГСУ, 2004; совместно с М. Г. Дмитриевым и др.), Управление обеспечением стойкости сложных технических систем (М.: Физматлит, 2006; совместно с В. В. Гончаровым, В. И. Ковалёвым и В. Н. Бакулиным), Социальная самоорганизация и исторический процесс: Возможности математического моделирования (М.: УРСС, 2009), Моделирование и прогнозирование мировой динамики (М.: ИСПИ РАН, 2012, совместно с В. А. Садовничим и др.), Комплексное моделирование и прогнозирование развития стран БРИКС в контексте мировой динамики (М.: Наука, 2014, совместно с В. А. Садовничим и др.).
Известен своими исследованиями связи демографической динамики с изменениями климата. Например, на основе статистической обработки имеющихся данных им была показана значимость корреляции между отклонениями численности народонаселения от общего степенного тренда, отражающего улучшение технологий землепользования и увеличение демографической ёмкости территорий в ходе исторического развития, и средней глобальной температурой.
В своих работах использует Циклы Кондратьева.
В настоящее время проживает в городе Королёв Московской области.

## Избранные публикации
- Малков С. Ю. 2002. Математическое моделирование исторических процессов // Новое в синергетике. Взгляд в третье тысячелетие / Ред. Г. Г. Малинецкий и С. П. Курдюмов, с. 291–323. М.: Наука.
- Малков С. Ю. 2003. Математическое моделирование динамики общественных процессов // Связь времен / Ред. И. Л. Жеребцов, т. 2, с. 190–214. М.: МГВП КОКС.
- Малков С. Ю. 2004. Математическое моделирование исторической динамики: подходы и модели // Моделирование социально-политической и экономической динамики / Ред. М. Г. Дмитриев. — М.: РГСУ. — с. 76-188.
- Малков С. Ю. 2007. Логика эволюции политической организации государств // История и математика: макроисторическая динамика общества и государства / Ред. С. Ю. Малков, Л. Е. Гринин, А. В. Коротаев, с. 142–152. М.: КомКнига/URSS.
- Малков С. Ю. 2009. Социальная самоорганизация и исторический процесс: Возможности математического моделирования. М.: УРСС.
- Малков С. Ю., Кирдина С. Г. 2010. Иерархия моделей мировой динамики и глобальные социально-экономические процессы. Прогноз и моделирование кризисов и мировой динамики / Отв. ред. А. А. Акаев, А. В. Коротаев, Г. Г. Малинецкий. М.: Издательство ЛКИ/URSS (ISBN 978-5-382-01004-5). С. 249–261.
- Моделирование и прогнозирование мировой динамики. М.: ИСПИ РАН, 2012. ISBN 978-5-7556-0456-7 (в соавторстве).
- A Trap At The Escape From The Trap? Demographic-Structural Factors of Political Instability in Modern Africa and West Asia. Cliodynamics 2/2 (2011): 1-28 (совместно с А. С. Малковым и А. В. Коротаевым).
- The 21st Century Singularity and Global Futures. A Big History Perspective (Springer, 2020; co-author)